# Gesteelde stuifbal
De gesteelde stuifbal (Tulostoma brumale) is een schimmel behorend tot de familie Agaricaceae. Hij komt voor op droge, humusarme, kalkrijke zand- en leembodem, tussen mossen in de duinen, in kalk- en duingraslanden op zonnige hellingen en op begroeide stuifvlakten.

## Kenmerken

### Uiterlijke kenmerken
Vruchtlichaam
Het vruchtlichaam groeit ondergronds. Het is bolvormig tot halfbolvormig, 4 tot 13 mm doorsnede. De wand van de bol bestaat uit twee laagjes. De buitenste schil (exoperidia) is snel bederfelijk en is bij oudere vruchtlichamen nauwelijks te zien. De binnenbekleding (endoperidia) is perkamentachtig en glad. Het oppervlak is bleek oker en heeft platte tot uitstekende schubben.
Opening
Het peristoom bevindt zicht in een bruine tepelhof. De opening is duidelijk naar boven gericht en heeft een gladde rand.
Steel
De steel is 14 tot 45 mm lang en 1,5 tot 4 mm dik. De steel is meestal recht, strogeel tot lichtbruin, vaak glanzend. De voet heeft een schijfvormig myceliumkussentje.

### Microscopische kenmerken
De sporen zijn min of meer bolvormig en (3,5-)4-4,3(-4,8) µm groot. Hun oppervlak is dof wrattig. De elastische, kleurloze en dikwandige hyfen van het capillitium zijn 3 tot 7 mm breed en zijn bedekt met kleine kristallen. Ze zijn dichotoom vertakt en sterk uitgebreid bij de septa.

## Verspreiding
De gesteelde stuifbal komt met name voor in Europa, Noord-Amerika en Australië, maar er zijn ook vondsten bekend buiten dit gebied. In Nederland komt hij vrij algemeen voor. Hij staat niet op de rode lijst en is niet bedreigd.

## Foto's

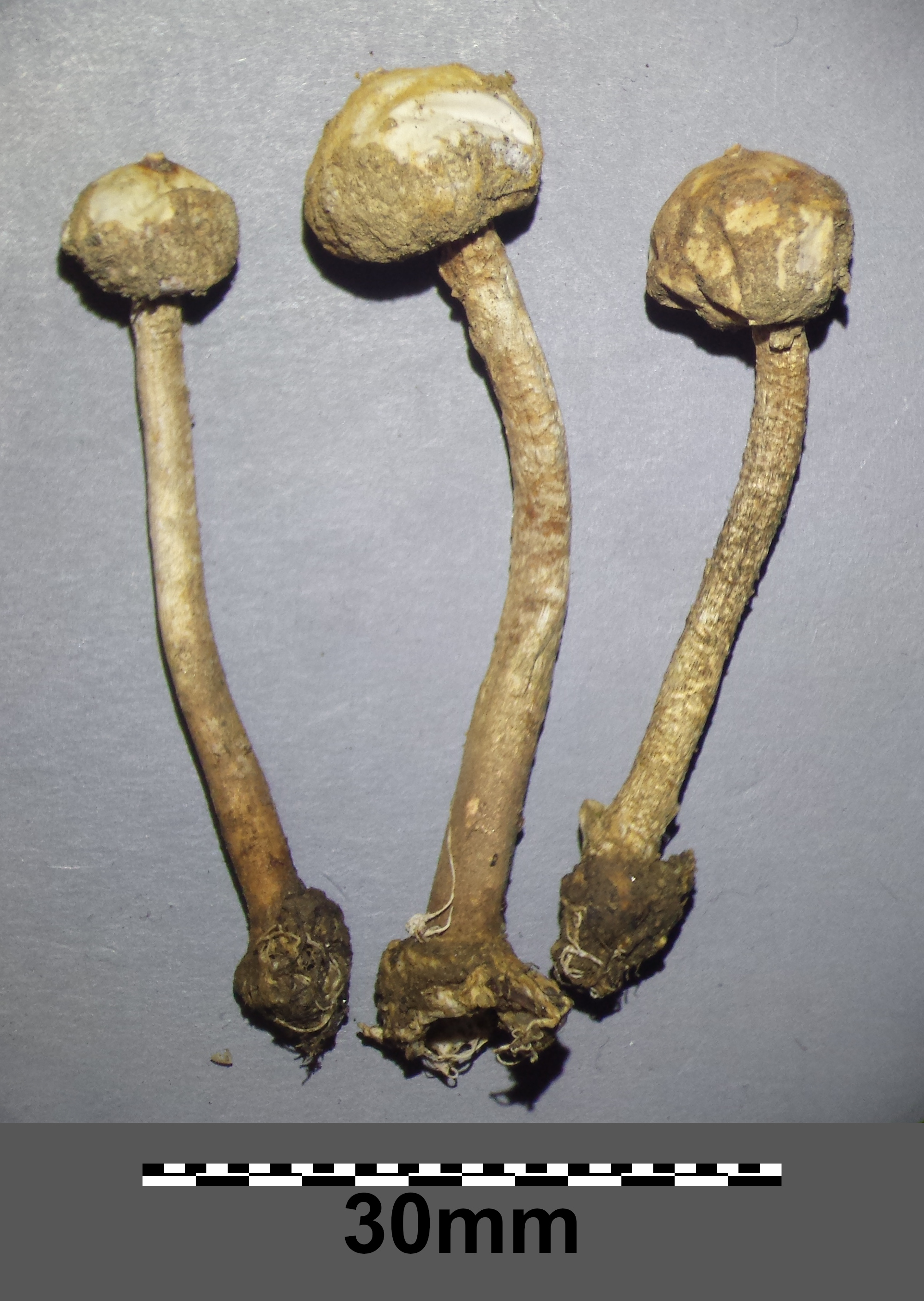
Vruchtlichamen
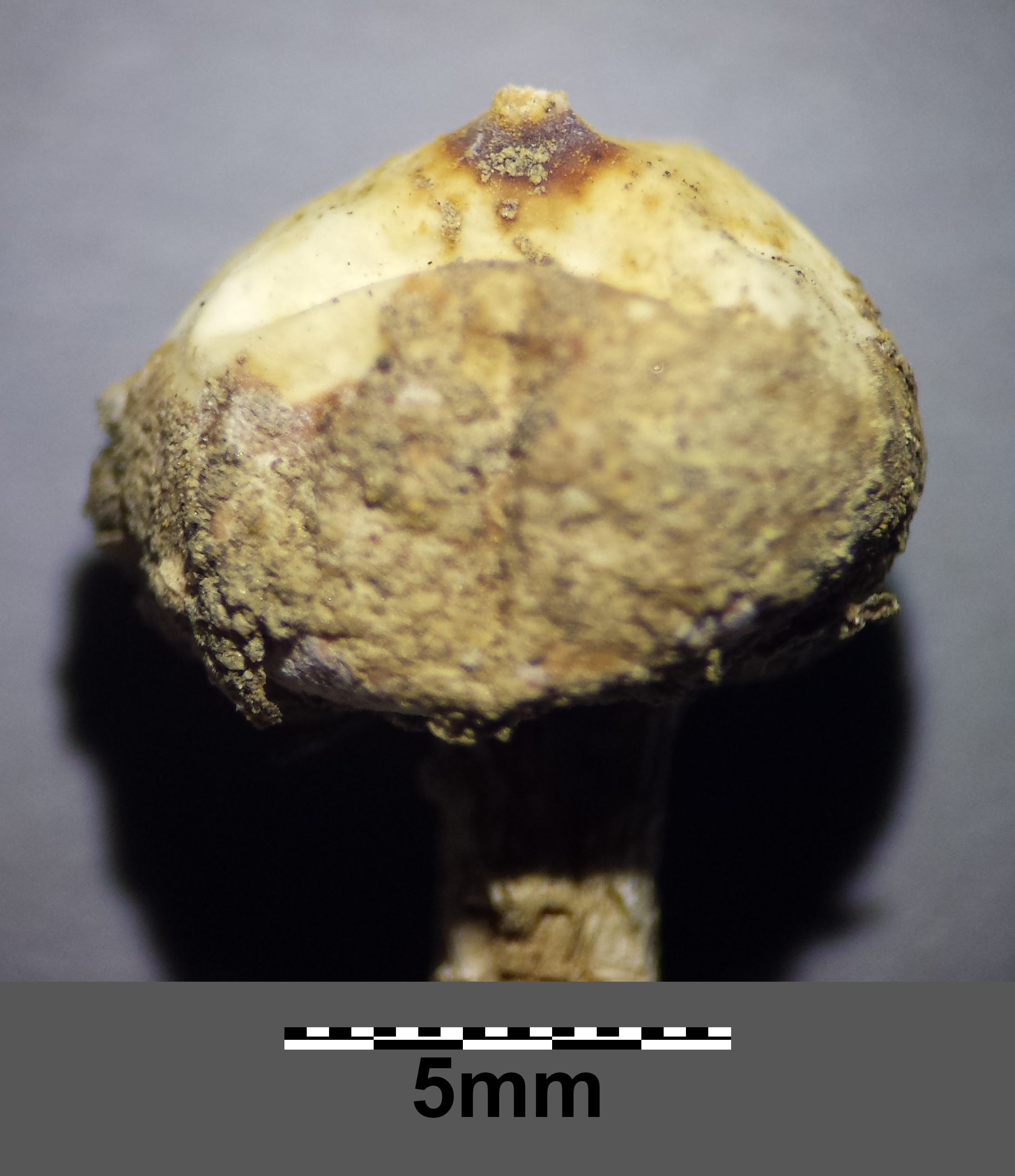
Vruchtlichaam
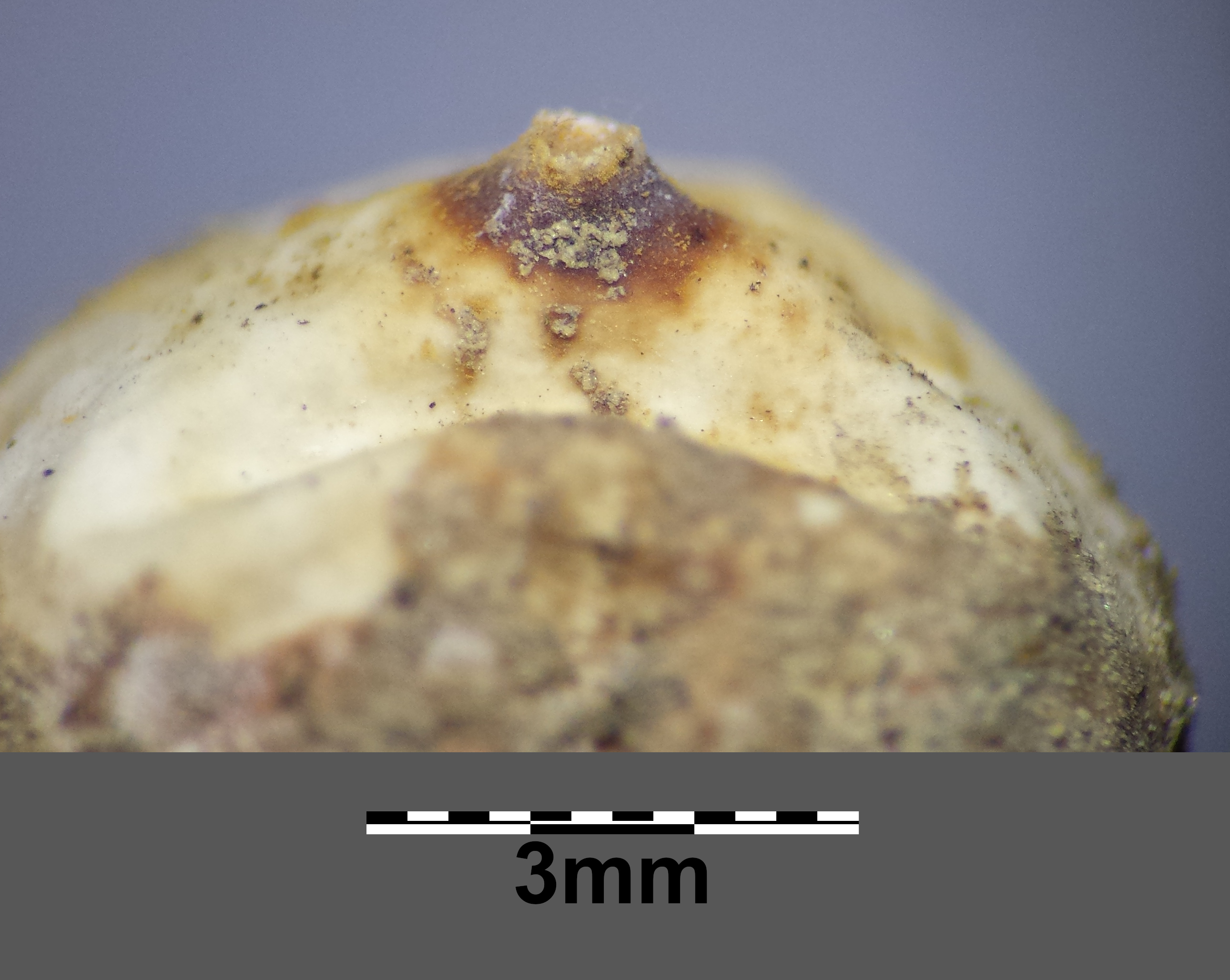
Opening
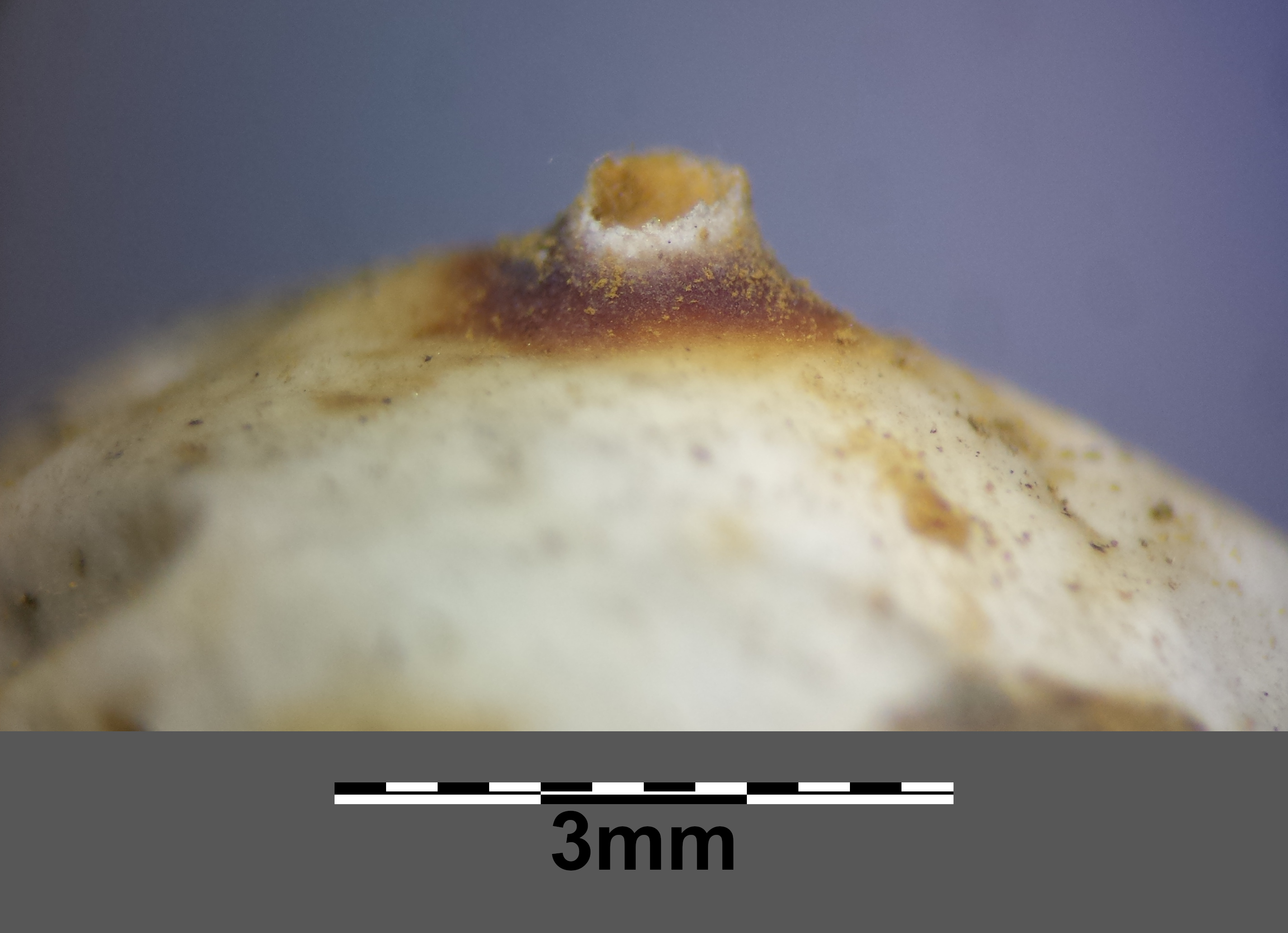
Opening
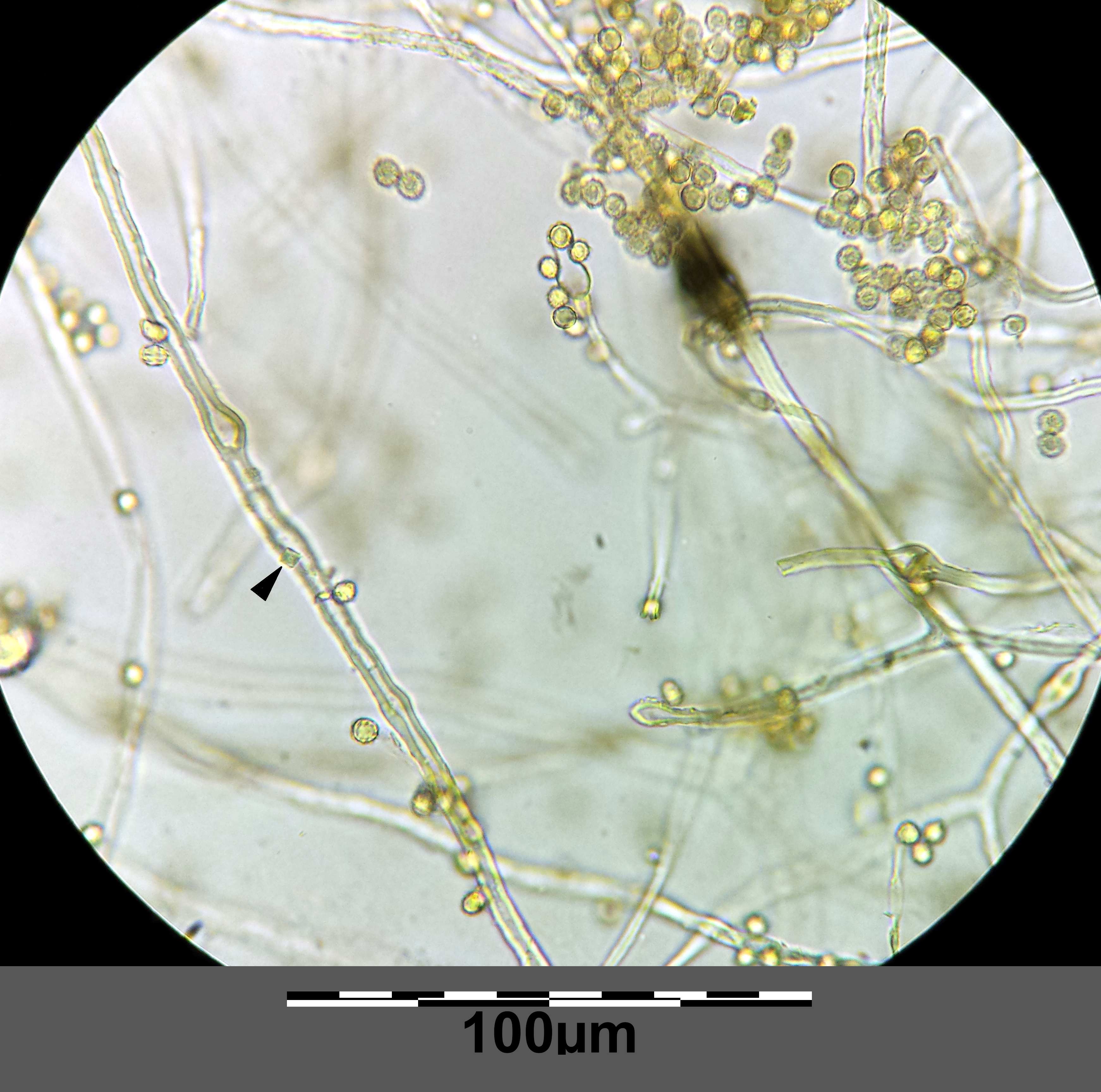
Hyfen met kristal en sporen